# Fort pancerny główny 51 ½ OST „Swoszowice”
Fort 51 ½ Swoszowice (Wróblowice) – jeden z fortów Twierdzy Kraków. Powstał w latach 1897–1898. Należał do VII obszaru warownego. Posiadał cztery wieże pancerne. Wygląda podobnie do fortów Pękowice czy Bibice. Fort został rozbudowany w 1902 roku. Po 1940 r. zezłomowano jego wieże pancerne. Jest dobrze zachowany.
Znajduje się 200 metrów na południe od ul. J. i F. Sawiczewskich w Krakowie.
Fort wraz z pobliskim schronem 7 listopada 2012 został wpisany do rejestru zabytków.

## Zespół dzieł obronnych
- Bateria FB 51b (49°59′13.58″N 19°57′37.57″E) zachowana
- Bateria FB 51c (49°59′17.72″N 19°57′29.41″E) zachowana
- schron amunicyjny „Swoszowice”